# First Spell
First Spell è il secondo EP del gruppo black metal norvegese Gehenna, pubblicato nel 1994.

## Tracce
1. The Shivering Voice of the Ghost – 6:05
2. Unearthly Loose Palace – 5:44
3. Angelwings and Ravenclaws – 2:51
4. The Conquering of Hirsir – 6:07
5. Morningstar – 5:57

## Formazione
- Dolgar: voce
- Sanrabb: chitarra
- Svartalv: basso
- Dirge Rep: batteria
- Sarcana: tastiere